# Blackpool Pleasure Beach
Blackpool Pleasure Beach è il parco di divertimento più visitato del Regno Unito, situato sulla costa del Mare d'Irlanda a Blackpool nella contea del Lancashire. Il parco, con le sue 39 attrazioni, è di proprietà della famiglia Thompson dal 1929. Nel 2011 è stata aperta Nickelodeon Land, una nuova area per bambini.

## Storia
Pleasure Beach è stato fondato nel 1896 da William George Bean con l'obbiettivo di creare un parco simile a Coney Island negli Stati Uniti. La prima attrazione fu il "Hiram Maxim Captive Flying Machine" nel 1904, tuttora attiva, seguita da "The River Caves of the World" nel 1905, anno in cui venne deciso come nome definitivo del parco "Blackpool Pleasure Beach". Durante la sua attività Bean fece realizzare diverse attrazioni tra cui Virginia Reel, Whip, Noah's Ark e Big Dipper. Queste ultime due sono ancora oggi in funzione nel parco. Nel 1920 venne portata a termine la costruzione del Casinò Palace, edificio simbolo del parco, in cui oggi sono presenti l'Information Center, la biglietteria, l'ufficio della direttrice amministrativa, Amanda Thompson, del segretario della società, David Cam, del direttore commerciale, Mike Brown e di altri amministratori. Sopraggiunta nel 1929 la morte di Bean, la proprietà del parco passò alla figlia, Lillian 'Doris' Bean, già sposata con il giovane imprenditore Leonard Thompson. La famiglia Thompson fece apportare diverse modifiche architettoniche da Joseph Emberton. La proprietà di Pleasure Beach passò nel 1976 a Geoffrey Thompson, già amministratore di una lavanderia a Londra e del ristorante presso il Casinò Palace.
Dopo la morte di Leonard, Geoffrey ha progressivamente esteso il business di Pleasure Beach, che divenne nel 1986 una delle prime aziende del Regno Unito. Sotto la sua proprietà il parco vide l'apertura di Steeplechase, Avalanche, Revolution, Big One, Ice Blast e Valhalla.
Geoffrey Thompson morì il 12 giugno 2004, durante il matrimonio della figlia. Pleasure Beach divenne quindi proprietà di Amanda Thompson, sotto la cui gestione si è assistito a diverse trasformazioni atte a modernizzare l'architettura e l'organizzazione del parco di divertimento. Nel 2009 l'area nord è stata trasformata con l'introduzione di Bean Street(dedicata al fondatore del parco, Alderman William George Bean), che ospita numerosi punti di ristoro e "Spectacular Dancing Water Show": fontana con giochi d'acqua accompagnati da musica pop, i cui zampilli raggiungono i 30 metri d'altezza. Nel 2011 è stata inaugurata una nuova sezione del parco dedicata ai bambini e ispirata alla serie animata statunitense SpongeBob. Nello stesso anno il parco venne inserito nella Top Ten dei migliori parchi di divertimento.

## Hot Ice Show
(The British Theatre Guide)
Hot Ice Show è uno spettacolo di Pattinaggio su ghiaccio in corso ormai da molti anni nella città, in cui si esibiscono i migliori ballerini e pattinatori olimpionici. Lo show si svolge all'interno della Pleasure Beach Arena, una delle principali strutture del parco.

## Big One
Più grande e più veloce roller coaster del parco, il Big One, con il suo caratteristico profilo, è senza dubbio la più famosa attrazione di Pleasure Beach. Inaugurata nel 1994, era la montagna russa più alta e veloce al mondo. I treni raggiungono l'altezza di 71 metri per poi scendere in picchiata a 140 km/h, con un'inclinazione di 65 gradi, donando al passeggero scariche d'adrenalina uniche. Il Big One, con oltre un miglio di lunghezza è anche uno dei roller coaster più lunghi al mondo, nonché il più alto e il più veloce del Regno Unito.
Nel luglio del 1994 diverse persone rimasero ferite a seguito di un guasto ai freni di un treno. Il risultato fu la collisione con un treno in attesa alla stazione. Sebbene non vi furono feriti gravi, l'accaduto fu ampiamente pubblicizzato dai media.

## Big Blue Hotel
Il Big Blue Hotel è un hotel 4 stelle di proprietà di Pleasure Beach Blackpool, situato all'esterno del parco nei pressi della stazione ferroviaria "Blackpool South". L'hotel è stato inaugurato nella primavera del 2003.

## Ristoranti
- Bean Streat: via del parco che ospita numerosi fast food e ristoranti in cui degustare gourmet burgers, jacket potato, cappuccini e spremute.
- Big Pizza Kitchen: ristorante italiano all-you-can-eat.
- Burger King: fast food situato nell'estremità meridionale del parco.
- Ice Lounge: gelateria e pasticceria con un'ampia gamma di bevande calde e fredde.
- Fish and Chips: fast food che serve il fritto tipico inglese a pochi metri da Planet Rock.
- Coasters: locale nel cuore del parco.

## Curiosità
- Blackpool Pleasure Beach appare in uno scenario del famoso videogioco RollerCoaster Tycoon.
- I video di Fairground dei Simply Red e Try Hard dei 5 Seconds of Summer sono stati girati in questo parco di divertimenti.